# Бернардин Франкопан
Бернардин Озаљски Франкопан (лат. Bernardinus de Frangepanibus; 1453. - пре 5. јуна 1530) је био хрватски кнез, великаш, дипломата и ратник из породице Франкопан.

## Биографија
Бернардин је био син Стефана III Франкопана и Ижоте. Васпитаван је у породици модрушког подкнеза Оштрехарића. Отац га је 1469. године послао на двор светоримског цара Фридриха III у Грац. Са царем је Бернардин боравио у Љубљани и Корушкој (1470). Касније је био присталица угарског краља Матије Корвина. Учествовао је у посланству које је 1476. године из Напуља довело Корвинову другу жену Беатриче, ћерку краља Фердинанда I који је Бернардина прогласио за витеза. Оженио је Лујзу Арагонску, Беатричину рођаку. У то време, заједно са оцем, ратује по Фридриховој Крањској за Матију Корвина, али је Корвин и поред тога похарао Винодол (1480) чиме је допринео да франкопански Крк припадне Млечанима. Франкопани су тако изгубили последње острво у Јадрану. Стефан III је следеће године успео да за себе и свог сина добије краљевску потврду поседа Модруша, Тржаца, Витуња, Пласија, Кључа, Озаља, Рибника, Дубовца, Звечаја, Гробника, Винодола, Дривеника и Хрељина, као и луку Бакарац. Бернардин се 1483. године истакао у бици на Уни у којој су поражени Турци. Матија Корвин је Бернардину поново потврдио поседе 1488. године.
Своју ћерку, Марију Магдалену, Бернардин је удао за Корвиновог рођака, сина ердељског војводе Матију Понграша. Бернардинова ћерка Беатриче удала се 1496. године за херцега и бана Иваниша Корвина. Друга ћерка Вероника удала се за Гргура Штефковића, а њена сестра Ижота за Иштвана Перењија. Договорено је да Бернардинови синови буду одгајани у Острогону, уз краљичиног рођака, надбискупа. Бернардин је био у пратњи Корвина који је умро 1490. године у Бечу. У династичким борбама стаје на страну Матијиног сина Иваниша Корвина, али се касније приклонио краљу Владиславу II. Потписник је повеље којом су хрватски и славонски сталежи у Будиму (1492) прихватили одредбе Пожунског мира од претходне године. Борба за повраћај Сења кога је Франкопанима 1469. године отео краљ Матија битно је обележила Бернардиново деловање. Бернардин је намеравао да сењске приходе искористи у циљу стварања одбрамбеног подручја против Турака, слично Корвиновој Сењској капетанији. Турци 1460.тих година пустоше Бернардинова имања преко којих продиру даље на запад. Бернардин учествује у борбама 1470-тих у Босни и Хрватској. Уз бана Гереба и Вука Гргуревића (1483. и 1491) Бернардин је нанео тешке ударце Турцима. Учествовао је у катастрофалној бици на Крбавском пољу из које се једва успео извући. Присиљен је напустити Модруш. Бискуп Кристофор и знатан део поданика одведен је у ропство. Део становништва се сели у Италију.
Бернардин одбија турске понуде да постане њихов вазал. Године 1504. краљ Владислав је почео поболевати. Исте године умро је Иваниш Корвин. Бернардин је настојао да на угарски престо доведе свога унука Крсту, сина Беатриче и Иваниша Корвина. За то је тражио помоћ Млетака. Крсто је, међутим, убрзо умро (17. март 1505. године). Учествоваоје, заједно са сином Крстом I, у рату Камбрејске лиге (један од Италијанских ратова) који га је додатно осиромашио. Повезује се са Јованом Запољом, ердељским војводом. Покушава да личним присуством пред млетачким већем и дуждом Гриманијем у Венецији, испослује војну или новчану помоћ, али не успева. Није успео ни на државном сабору у Нирнбергу. Након слома угарске војске у бици на Мохачком пољу (1526), са Крстом и делом хрватског племства бира за краља Јована Запољу (1527). Противник је надвојводе Фердинанда, брата светоримског цара Карла, кога је други део племства изабрао за краља. 
Бернардинов син Фердинанд Франкопан био је ожењен Маријом Бранковић, ћерком српског деспота Јована Бранковића и Јелене Јакшић. Пошто је Фердинанд умро пре оца (1524), Бернардина је наследио унук Стефан IV Франкопан Озаљски, син Фердинанда и Марије.
Бернардин био у животу током 1529. године, а умро је пре 5. јуна 1530. године.